# Yasmin Bradi
Yasmin Bradi és una cantant de l'Alguer, de pare alguerès i mare alemanya.
Nascuda a Alemanya, amb sis anys va anar a viure a Sardenya i va aprendre a parlar català pels seus avis i oncles paterns. És mestra de música a primària en diversos centres cívics. Amb Antonello Colledanchise és amb qui es convertí en la solista principal el 1995, i amb qui va guanyar el premi Faber per la cançó Sem com ondes de mar el 2002. Va ser guanyadora del premi Andrea Parodi 2010 per la cançó "La neu" (amb text de Francesc Ballone) i del premi Pino Piras 2010. Amb Penta Rei, va guanyar el Premio Faber 2002, dedicat a Fabrizio de Andrè. El 2020 comença a col·laborar amb la cantautora Montse Castellà. El 2020 va publicar el seu primer disc en solitari, Amb la llum d'una flor, que va presentar al BarnaSants.